# Slogohimo (plaats)
Slogohimo is een bestuurslaag in het regentschap Wonogiri van de provincie Midden-Java, Indonesië. Slogohimo telt 3179 inwoners (volkstelling 2010).